# Össjö
Össjö är en ort i Ängelholms kommun i Skåne län och kyrkby i Össjö socken i Skåne. Åsbo-Össjö har även använts som namn på tidigare järnvägsstation och poststation. Från 2015 räknas Össjö åter som en tätort.
Össjö ligger vid riksväg 13 mitt emellan Ängelholm och Klippan, i gränslandet mellan skog uppåt Hallandsåsen och mer öppet slättland mot Ängelholm.

## Befolkningsutveckling
| Befolkningsutvecklingen i Össjö 1990–2020                             | Befolkningsutvecklingen i Össjö 1990–2020 | Befolkningsutvecklingen i Össjö 1990–2020 | Befolkningsutvecklingen i Össjö 1990–2020 | Befolkningsutvecklingen i Össjö 1990–2020 |
| --------------------------------------------------------------------- | ----------------------------------------- | ----------------------------------------- | ----------------------------------------- | ----------------------------------------- |
|                                                                       |                                           |                                           |                                           |                                           |
| År                                                                    |                                           |                                           | Folkmängd                                 | Areal (ha)                                |
| 1990                                                                  | 1990                                      |                                           | 223                                       | 25                                        |
| 1995                                                                  | 1995                                      |                                           | 195                                       | 26#                                       |
| 2000                                                                  | 2000                                      |                                           | 185                                       | 26#                                       |
| 2005                                                                  | 2005                                      |                                           | 192                                       | 26#                                       |
| 2010                                                                  | 2010                                      |                                           | 199                                       | 27#                                       |
| 2015                                                                  | 2015                                      |                                           | 223                                       | 35                                        |
| 2020                                                                  | 2020                                      |                                           | 218                                       | 35                                        |
| Anm.: Ny tätort 1990, ej tätort 1995. Åter tätort 2015. # Som småort. |                                           |                                           |                                           |                                           |

## Samhället
I Össjö finns Össjö gård, Össjö kyrka samt Össjö skola med cirka 50 elever och årskurserna F-5. . Ett stationshus, byggt 1904, finns kvar från Ängelholm-Klippans Järnväg (EKJ). Järnvägen lades ner 1953 och idag följer riksväg 13 den tidigare järnvägens sträckning.
OK Origo har förutom orienteringsverksamhet en Hembygdssektion. I Hembygdssektionen ingår teatergruppen Origonalen som varje år uppför två historiska bygdespel i byn.
I samband med Hembygdsveckan genomförs i januari månad ett vinterspel och i juni ett sommarspel. Teman för spelen är händelser som ägt rum i byn eller i närheten under 1700-talet.
Författare till spelen är Ingegerd Ericsdotter Christiansson som f.n. skrivit ungefär 90 spel.
Bygdespelsgruppen bildades 1985 i samband med klubbens 40-årsjubileum.
Av de ursprungliga medlemmarna är bara författaren kvar. Veteraner i gruppen, som totalt har ett tjugotal medlemmar, är Bo Henrysson, Leif Johansson och Jannike Nielsen.
Sedan 2016 står föreningen också som arrangör av Heagårdsspelen.
Hembygdssektionen deltar varje år, i september, i Kulturarvsdagen därman bjuder på föredrag och underhållning.
I juli anordnas en Hemvändaredag

## Idrottsföreningar
Össjö IS - fotboll
Orientering - OK Origo

## Kända personer
- Marie Fredriksson, sångerska och låtskriverska, är född 1958 i Össjö, men flyttade fyra år gammal till Östra Ljungby och senare till Halmstad och Stockholm.
- Arne Thorén, svensk journalist, ambassadör